# La consagración de la primavera

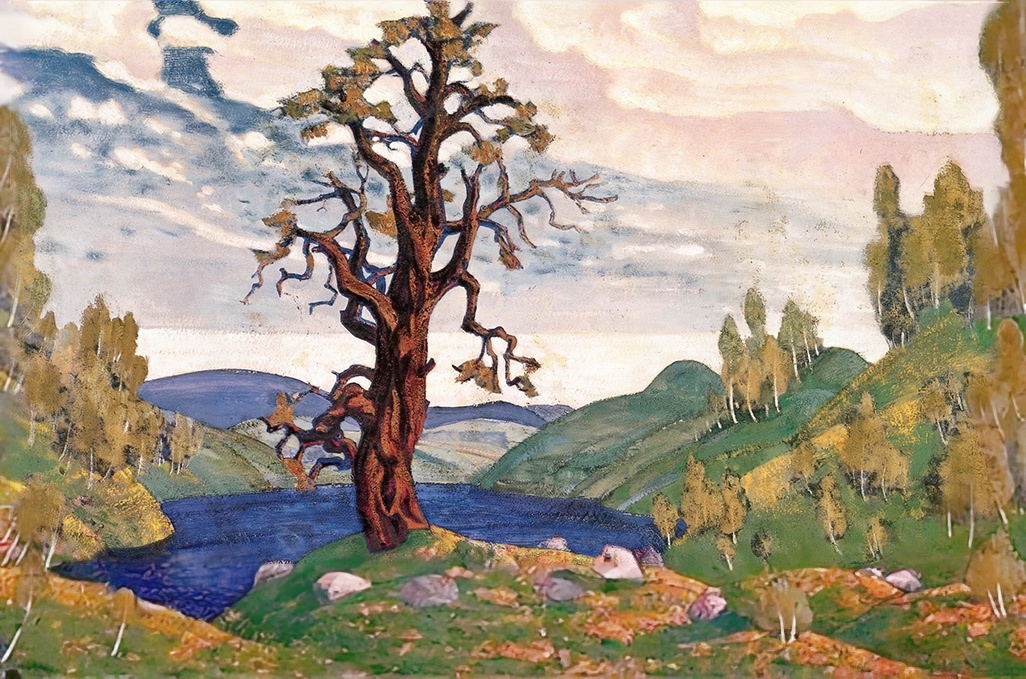
Un diseño de Nicholas Roerich para la producción de 1913 de La consagración de la primavera.

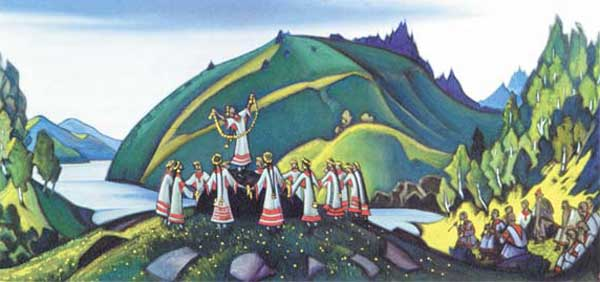
Un diseño de Nicholas Roerich para la producción de 1913 de La consagración de la primavera.

La consagración de la primavera (en francés, Le Sacre du printemps; en ruso, «Весна священная», Vesná svyaschénnaya) es un ballet y obra de concierto orquestal del compositor ruso Ígor Stravinski. Fue escrito para la temporada 1913 en París de la compañía Ballets Rusos de Serguéi Diáguilev; la coreografía original fue creada por Vaslav Nijinsky, con escenografía y vestuario de Nicholas Roerich. Cuando fue estrenado, en el Teatro de los Campos Elíseos el 29 de mayo de 1913, el carácter vanguardista de la música y la coreografía causó sensación y un casi disturbio en la audiencia. Aunque se diseñó como una obra para el escenario, con pasajes específicos acompañando los personajes y la acción, la música alcanzó igual o incluso mayor reconocimiento como una pieza de concierto, y es ampliamente considerada como una de las obras musicales más influyentes del siglo XX.
Stravinsky era un joven y prácticamente desconocido compositor cuando Diáguilev lo reclutó para crear obras para los Ballets Rusos. La consagración fue el tercer proyecto de este tipo, después del aclamado El pájaro de fuego (1910) y Petrushka (1910). El concepto detrás de La consagración de la primavera, desarrollado por Roerich desde la idea de esquema de Stravinsky, es sugerido por su subtítulo, «Imágenes de la Rusia pagana en dos partes»; en el escenario, después de varios rituales primitivos que celebran la llegada de la primavera, una joven es elegida como víctima sacrificial y baila hasta morir. Después de una recepción crítica mixta tras su estreno en París y una breve gira en Londres, el ballet no se realizó de nuevo hasta la década de 1920, cuando una versión con coreografía de Léonide Massine reemplazó la original de Nijinsky. El trabajo de Massine fue el precursor de muchas producciones innovadoras dirigidas por los principales maestros de ballet del mundo, que le dieron al trabajo aceptación mundial. En la década de 1980, la coreografía original de Nijinsky, creída durante mucho tiempo perdida, fue reconstruida por el Joffrey Ballet en Los Ángeles, California.
La partitura de Stravinsky contiene muchas características novedosas para la época, incluyendo experimentos en la tonalidad, métrica, ritmo, acentuación y disonancia. Los analistas han notado en la partitura una base significativa en la música folclórica rusa, una relación que Stravinsky tendía a negar. La música ha influenciado a muchos de los principales compositores del siglo XX, y es una de las obras más grabadas en el repertorio clásico.

## Historia

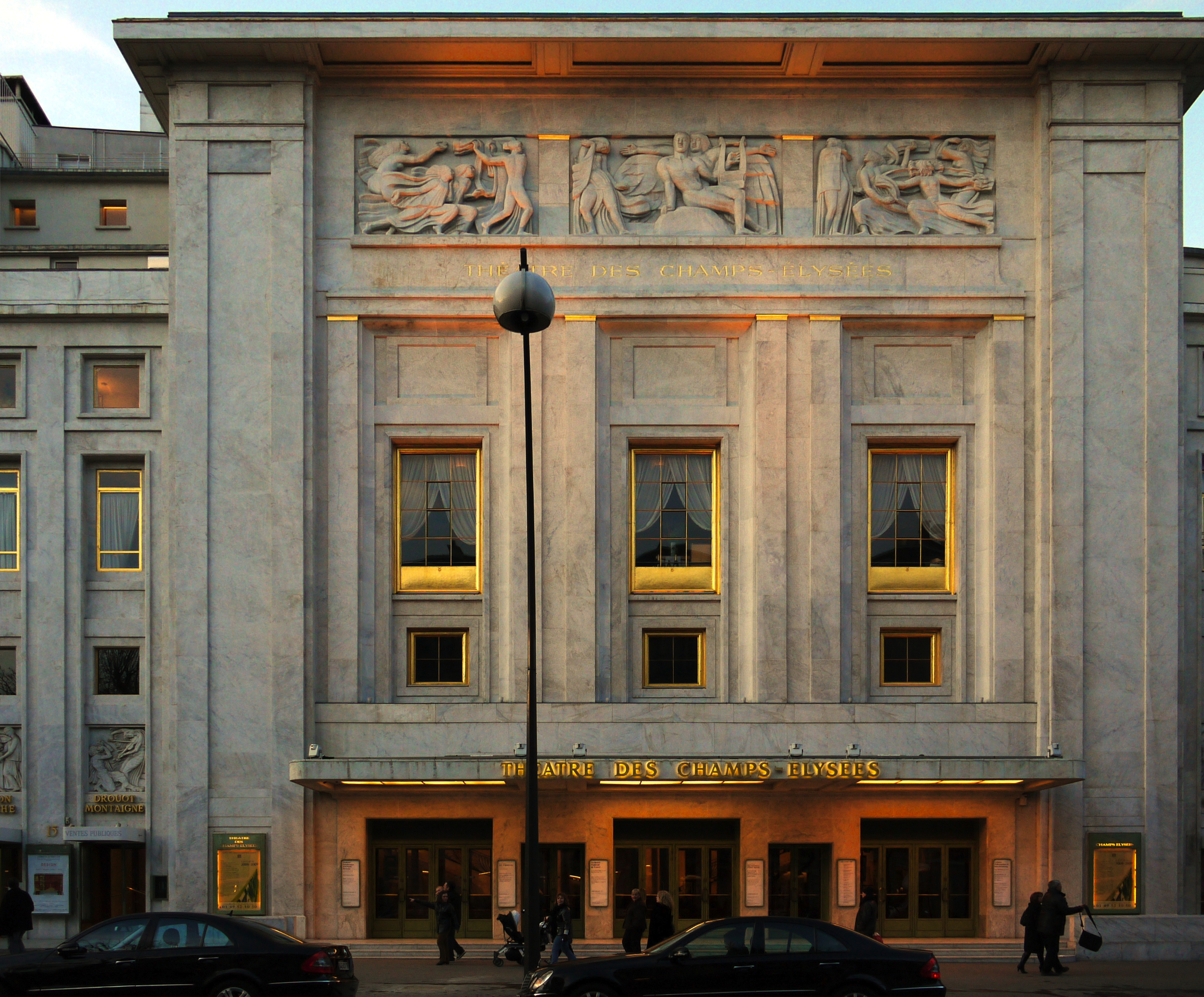
Teatro de los Campos Elíseos (París), donde se estrenó el ballet.

La consagración de la primavera es una obra musical para orquesta compuesta en 1913 por el compositor ruso Ígor Stravinski. El autor la compuso como parte integrante de la serie de ballets creados para la compañía de Serguéi Diáguilev, «Les Ballets Russes», presentados en París en la década de 1910, entre los que también se encuentran El pájaro de fuego y Petrushka.

## Estructura
La obra se divide en dos actos:

### Primera parte: Adoración de la tierra
- Introduction - Introducción (Lento. Più mosso. Tempo I) Pág. 1 (de la partitura musical).
- Les augures printaniers (Danses des adolescentes)  - Augurios primaverales (Danza de las adolescentes) (Tempo giusto) Pág. 12
- Jeu du rapt - Juego del rapto (Presto) Pág. 32
- Rondes printanières - Rondas primaverales (Tranquillo. Sostenuto e pesante. Vivo. Tranquillo) Pág. 45
- Jeux des cités rivales - Juego de las tribus rivales (Molto allegro) Pág. 54
- Cortège du Sage - Cortejo del sabio, Pág. 69
- Adoration de la terre (Le Sage) - Adoración de la tierra (El sabio) (Lento) Pág. 74
- Danse de la terre - Danza de la tierra (Prestissimo) Pág. 74 misma

### Segunda parte: El sacrificio
- Introduction - Introducción (Lento)
- Cercles mystérieux des adolescentes - Círculos misteriosos de las adolescentes (Andante con moto - Più mosso - Tempo I) Pág. 96
- Glorification de l'Elue - Glorificación de la elegida (Vivo) Pág. 102
- Evocation des ancêtres - Evocación de los antepasados, Pág. 115
- Action rituelle des ancêtres - Acción ritual de los antepasados (Lento) Pág. 119
- Danse sacrale (L'Elue) - Danza sagrada (La elegida) (♪ = 126) Pág. 129-160

## Argumento
La obra describe la historia, sucedida en la Rusia antigua, del rapto y sacrificio pagano de una doncella al inicio de la primavera, la cual debía bailar hasta su muerte a fin de obtener la benevolencia de los dioses al comienzo de la nueva estación. Para ello, se sirve de imágenes musicales de gran plasticidad, evocando escenas primitivas en cuanto a diversos ámbitos de la vida.

## Estilo
A diferencia de los ballets anteriores, obras más «rusas» y menos «rupturistas», Stravinski se atrevió, en esta obra, a innovar más de cuanto la corriente modernista francesa (una de las vanguardias en aquel momento) se había atrevido a hacer. Su estreno, como podía esperarse, supuso un estrepitoso fracaso: el público comenzó a abuchear la obra cuando esta aún no había finalizado. La crítica, por su parte, estaba dividida entre los maravillados modernistas franceses, y los reaccionarios autores románticos y posrománticos, que la consideraron como una sucesión estruendosa e incomprensible de sonidos y ruidos.
La innovación de esta obra se produjo fundamentalmente en varios ámbitos musicales:
RitmoEl autor prescinde de las típicas secuencias que caracterizaban hasta el momento toda obra (por ejemplo: Introducción, Tema principal, Variación 1, Variación 2...), adquiriendo una estructura lineal, prácticamente carente de repeticiones. Además, no hay sincronía y acompasamiento ni entre las distintas voces de los instrumentos, ni entre sí mismas a lo largo del tiempo, lo que produce en el oyente esa sensación de imprevisión, impulso, brutalidad y desorden. Por otra parte, los ritmos utilizados se vuelven irregulares por el constante cambio de compás, por el uso de compases complejos o por la utilización de la síncopa para alterar la posición de las partes acentuadas de los compases. Hay pulsación en el ritmo, naturalmente, pero la duración no es siempre la misma y unas son más largas que otras. Este tipo de figura de pulsación desigual tiene un nombre propio: se llama ritmo Aksak (que en turco significa «cojo»), y es propia de la tradición de muchos pueblos del este de Europa, ya que los turcos lo llevaron a los pueblos eslavos. De nuevo algo antiguo suena realmente nuevo.
MelodíaSin llegar a la destrucción del sistema de octavas, y la adopción de la música dodecafónica, es frecuente en esta obra el uso de disonancias, así como de líneas musicales (bien de fondo o como figura principal) que no respetan estrictamente las líneas marcadas por las modalidades y las escalas, sino a veces meramente onomatopéyicas, todo con una función figurativa al servicio de una mejor representación plástica. Es importante señalar que para la creación de estas melodías Stravinsky utiliza escalas y modos «antiguos» que se asemejan a los actuales pero en realidad no son del todo ni mayor ni menor. Con ello consigue un cierto efecto de antigüedad. También emplea pocas notas en la escala para crear melodías de poco recorrido (antaño dependían por completo de la voz para ser ejecutadas y no se permitían registros amplios para comodidad del intérprete vocal) y pocos saltos. Además son muy repetitivas. Otras se basan incluso en escalas pentatónicas de 5 notas.
ArmoníaComo resultado de la superposición de líneas melódicas, la armonía que se obtiene se aparta de la tonalidad clásica. Esta armonía no tiene función estructural, como sucede en Schönberg, sino que muchas veces se compone de una simple acumulación de notas. El acorde sacre, el acorde más representativo e importante de esta composición, cuya sonoridad es muy particular y disonante, es un ejemplo claro de la intencionalidad de Stravinsky de guiarse no tanto por la funcionalidad sino por la sonoridad. Stravinsky insistió durante toda su vida en que no podía justificar como lo había construido, que simplemente había sido el gozo de escucharlo lo que le llevó a decantarse por él. También hay uso de estratificación de terceras, o clúster, y la obra está cerca del atonalismo pero con un sentido muy estricto, y aunque se usen acordes disonantes, con intervalos aumentados o disminuidos, todo tiene un sentido, además de la capacidad del autor, para dar brillo a la obra y sacar la sonoridad que se pretende.
OrquestaciónStravinsky desarrolla aquí una sonoridad completamente nueva. Abundan los efectos percusivos, agresivos y violentos, desaparece el sonido expresivo y melódico de los instrumentos de cuerda y se favorece el predominio de la percusión y los instrumentos de viento, evocadores de una naturaleza salvaje y primitiva. En algunos momentos el uso de los instrumentos de viento madera (corno inglés, flauta contralto) tiene un efecto exótico y evocador. El solo de fagot en el registro agudo con el que comienza la obra ya indica que uno se encuentra en un mundo totalmente nuevo en lo que a la sonoridad orquestal se refiere. Otro tipo de recurso instrumental utilizado a menudo en la obra de Stravinsky es la mixtura de sonidos, en concreto entre flauta contralto y violín solo tocando en armónicos una escala pentatónica como las de antes, lo que es realmente inusual. Merece la pena destacar igualmente el curioso papel reservado a las cuerdas en esta composición. Los violines, que por lo general son los encargados de llevar el peso de la obra, se limitan prácticamente a funciones de acompañamiento rítmico, tocando notas breves y repetitivas, sin participar del protagonismo habitual. De hecho trata la cuerda de un modo rudo y áspero, como un instrumento de percusión.
Debido a su condición de primera obra claramente rupturista, y a la dificultad de su audición (especialmente para los oídos acostumbrados a los compases barrocos, neoclásicos y románticos), esta obra puede considerarse para el oyente como una obra inicial de la música clásica del siglo XX. A partir de Stravinski, el estilo rupturista domina todo el panorama musical europeo en todas sus dimensiones, como la melodía, la forma y el timbre. De hecho, en ninguna otra obra de Stravinski se encuentra la misma voluntad de romper deliberadamente contra todo lo anterior, por lo que el escándalo de esta obra no se repetiría.

### Instrumentación
| - Cuerdas: - Violín I - Violín II - Violas - Violonchelos - Contrabajos | - Maderas: - Flautín - Tres flautas (la tercera también toca el piccolo 2) - Flauta en sol - Cuatro oboes (el cuarto también toca el corno inglés 2) - Corno inglés - Clarinete en re (también toca el clarinete en mi♭) - Dos clarinetes en si♭ - Clarinete en la (también toca el clarinete bajo) - Clarinete bajo - Cuatro fagotes (el cuarto también toca el contrafagot) - Contrafagot | - Metales: - Ocho trompas en fa (la séptima y la octava también tocan la tuba wagneriana) - - Trompeta en re - Cuatro trompetas en do (la cuarta también toca la trompeta baja en mi♭) - Tres trombones - Dos tubas | - Percusión: - Tres juegos de tres timbales (también adaptados para dos juegos de timbales, un instrumentista toca 5 y otro toca 4) - Bombo - Tam-tam - Triángulo - Pandereta - Güira - Dos crótalos en la♭ y si♭ |

Stravinsky orquestó esta obra usando todos los registros de los instrumentos desde el grave hasta el sobreagudo, explorando los timbres poco usados. El ejemplo más claro de esto es al comienzo de la obra con el solo de fagot en el registro sobreagudo.
También usó instrumentos que rara vez integraban una orquesta sinfónica, como el güiro o la trompeta piccolo.

## Danza
La Consagración de la primavera supuso en el ámbito de la danza un cambio radical con la tradición de los Ballets Rusos y con la tradición del Ballet Clásico. Es la pieza de danza del siglo XX por excelencia, la coreografía original de Nijinski se perdió y, a través, de notas y dibujos, se pudo reconstruir lo más fielmente posible en 1987 en el Joffrey Ballet. 
El ballet ha sido coreografiado por la mayoría de las grandes personalidades del mundo de la danza como Maurice Béjart en 1972, Pina Bausch en 1975 o Xavier Le Roy en 2007.

## Cine
El primer proyecto pedagógico de la Orquesta Filarmónica de Berlín, dirigida por Sir Simon Rattle, y el grupo de baile de Royston Maldoom trata de que un grupo de 250 jóvenes ajenos hasta ese momento a la música clásica logren tras un intenso entrenamiento bailar La consagración de la primavera. El proyecto fue llevado al cine, en una producción alemana del año 2004, dirigida por T. Grube y E. Sánchez Lansch, titulada Rhythm is it! («¡Esto es ritmo!»).
Asimismo, esta pieza musical participa en la gran película de dibujos animados de Disney Fantasía, estrenada en el año de 1940. Esta nos narra la historia de la evolución de la Tierra desde el principio de los tiempos. Muestra las etapas desde las primeras moléculas a los dinosaurios pasando por cada una de las etapas.  La banda sonora original de la obra de Stravinsky fue editada para su uso en Fantasía. La primera parte se redujo considerablemente y el solo de fagot de apertura se repite al final. Por otra parte, el final del segundo acto (La Danse Sacrle) se omitió por completo, ya que después de L'Action Rituelle des ancètres la música se remonta y que se divide en dos partes y, por último, alterna entre los dos últimos movimientos (La Adoración de la Terre y La Danse de la Terre).
El estreno fue recreado con gran realismo en la película de 2009 "Coco Chanel & Igor Stravinsky", dirigida por Jan Kounen.